# SX-OS
SX-OSは、日本電気（NEC）のベクトルスーパコンピュータSXシリーズ用の、初期の頃のオペレーティングシステム(OS)である。SX-3以降で提供されたSUPER-UXに入れ替わるまで活躍した。
ACOS-4系のACOSをベースとして、高性能ベクトル計算処理を支援する機能などを強化した版である。SX-2システムの、CP(コントロールプロセッサ)と呼ばれる汎用機ベースのハードウェアで動作し、その上でAP(数値演算プロセッサ)と呼ばれるベクトルプロセッサ本体を制御する機能が付加されている。
ベクトル化プログラミングに対する各種ツールが準備されていたが、研究者からの強いUNIX待望論に応え、SUPER-UXに移行した。